# Ernst Grünau
Ernst Heinrich Diedrich Grünau (* 15. November 1796 in Neustadt am Rübenberge; † 17. Februar 1861 in Linden vor Hannover) war ein deutscher Lehrer.

## Leben
Geboren 1796 in Neustadt am Rübenberge im Kurfürstentum Hannover zur Zeit der Personalunion zwischen Großbritannien und Hannover, wuchs Ernst Heinrich Diedrich Grünau in die sogenannte „Franzosenzeit“ hinein. Zu Beginn des Königreichs Hannover erhielt er eine Anstellung in dem Dorf Bornum. Die dortige Schule mussten zeitweilig auch die 36 Schulkinder des benachbarten Dorfes Badenstedt besuchen, nachdem der zuvor an der Badenstedter Küsterschule tätige Lehrer Hennich Christoph Engelke aus Redderse im Jahr 1818 verstorben war.
Da die Bornumer Einwohner eine langfristige Zusammenlegung beider Schulen am Standort Badenstedt abgelehnt hatten, erhöhten die Badenstedter das ausgelobte jährliche Lehrergehalt auf 68 Taler und 19 Groschen und konnten Ernst Grünau so schließlich im Jahr 1821 als Lehrer nach Badenstedt abwerben. Doch lediglich 30 Taler waren in bar auszuzahlen. Den übrigen Teil der Summe erhielt Grünau in Form von Naturalien und Berechtigungen, etwa freies Wohnrecht im damaligen Badenstedter Schulhaus, die Nutzung von Acker, Garten- und Wiesenflächen, Weiderechte für eine Kuh und zwei Schweine, Belieferung mit Roggen sowie einen Anspruch auf jährlich drei Fuder Feuerholz.
Ein Argument für den Wechsel Grünaus nach Badenstedt war die Zusage der dortigen Einwohner gewesen, anstelle der 1695 erbauten alten Schule ein neues, größeres Schulgebäude zu errichten. Bis dahin musste der Lehrer mit seiner Familie und einem eigenen Kleinkind „in der alten, engen Schulstube“ wohnen, in der er ab 1821 tagsüber zugleich 44 Schulkinder unterrichten musste. Doch erst im Jahr 1822 traf die Genehmigung für einen Schulneubau durch den Konsistorialrat ein. Und noch im Oktober 1823 bat der an der Lindener Kirche St. Martin tätige Pfarrer, der zugleich Vorsitzender des Schulvorstandes in Badenstedt war, in einem Schreiben an das Königliche Amt Wennigsen entweder um eine neue Schulstube im Dorf oder hilfsweise die Innen-Sanierung der alten Schulstube mittels eines neuen Fußbodens, eines neuen Ofens sowie durch ausreichend viele Tische und Bänke. In der Folge wurde noch im selben Jahr für Gesamtkosten in Höhe von 680 Talern endlich die neue Schule unter der – späteren – Adresse Kapellenweg 5 fertiggestellt. Das Fachwerkhaus steht heute unter Denkmalschutz.
Ein weiteres Mal verwendete sich der Lindener Pfarrer für die Badenstedter Lehrerfamilie, nachdem Ernst Grünau 1826 in gesundheitliche und – mangels Krankenversicherung – dann auch in wirtschaftliche Schwierigkeiten geriet: Nachdem das Konsistorium zunächst eine einmalige Sonderzuwendung an Ernst Grünau bewilligt hatte, erhöhte die Badenstedter Kirchengemeinde Grünaus Jahreseinkommen auf 82 Taler und 16 Groschen inklusive der Naturalien.
Rund vier Jahrzehnte hatte Ernst Grünau in Badenstedt als Lehrer gewirkt, als er bei einem Besuch der Kirche St. Martin in Linden einem Herzschlag erlag.
Grünaus Nachfolger als Lehrer in Badenstedt wurde der 1839 in Heitlingen geborene Eduard Lemke.

## Grünaustraße
Die um 1885 in Badenstedt angelegte Straße, die von der Badenstedter Straße zur Straße Am Soltekamp führt und im Jahr 1909 anfangs Sophienstraße, später dann Kampstraße benannt wurde, wurde schließlich in Grünaustraße umbenannt, wodurch die Gemeinde Badenstedt dem Lehrer posthum schließlich ein „Denkmal“ setzte.